# 多鬚喉盤魚
多鬚喉盤魚（學名：Gobiesox multitentaculus），為輻鰭魚綱喉盤魚目喉盤魚科的其中一種，分布於南美洲厄瓜多及秘魯太平洋沿岸的淡水流域，本魚呈蝌蚪形，頭寬，凹陷，頭上乳突發達，有的呈指狀，吻部中部有3個短乳突，側面約有5個發達的乳突，口周圍乳突眾多，上唇2排，下頦3排，下唇葉靠近下頦中部，有2個觸鬚，上唇寬，前部比兩側寬得多，後鼻孔在眼前緣上方，前鼻孔有一個大的2裂瓣，上頜外側各有一排不規則的尖齒，後方有一排不規則的牙齒，犬齒位於側面，下頜前面有3-4對圓頭門牙，側面有一排犬齒，體不被鱗，覆有粘液層，腹鰭喉位，與周圍的皮褶特化成一吸盤，吸盤較大，前部、中部和後部均有乳突，前部有11-12排乳突，中部每個斑塊有6-7排縱乳突，背鰭條14-15條；臀鰭條10-11條，胸鰭條26條，尾鰭條12-13條，體長可達6.3公分，屬底棲性魚類，棲息在山區淡水溪流底部，生活習性不明。